# Pierre Étaix
Pierre Étaix (Roanne, 1928. november 23. – Párizs, 2016. október 14.) Oscar-díjas francia filmrendező, színész, forgatókönyvíró.

## Életpályája
Képzett tervező volt, Theodore Gerard Hanssen bevezette az ólomüveg művészetbe. Alapvetően a képregény köré építette karrierjét. Párizsban telepedett le, ahol illusztrátorként dolgozott kabarékban és koncerttermekben, köztük a Golden Hore, a The Three Dankeys, az ABC, az Alhambra, a Bobino Olympia. 1954-ben találkozott Jacques Tati-val, és dolgozott mint rajzoló és humorista. 
Étaix folytatta a nagy mesterek – Buster Keaton, Harold Lloyd, Harry Langdon, Max Linder, Charlie Chaplin, és Stan és Pan – által képvisel bohózat-vonalat. 1965-ben rendezte a YoYo című filmet, amelyben a cirkusz világa iránti hódolatát fejezte ki, amely örökre lenyűgözte. Jean-Claude Carriére két filmjét irányította: Fő az egészség! (1966) és a Nagy szerelem (1969). 
Étaix szembesült a francia cirkusz iránti csökkenő érdeklődéssel, ezért 1973-ban feleségével megalapította a Nemzeti Cirkusz Iskolát, amelyben ő maga fehér bohócruhát viselt, miután hosszú ideig csavargót alakított. 1974–1986 között 4 forgatókönyvet írt. 1989-ben forgatta le első játékfilmjét. 1990–2006 között nem készített filmeket. 2010 januárjában tért vissza a színpadra.

## Magánélete
1969-ben házasságot kötött Annie Fratellini-vel.

## Filmszerepei
- Zsebtolvaj (1959)
- Boldog évforduló (Heureux anniversaire) (1962) (filmrendező és forgatókönyvíró is)
- Az udvarló (1962) (filmrendező és forgatókönyvíró is)
- Epekedő szerelmes (1962) (filmrendező és forgatókönyvíró is)
- Álmatlanság (Insomnie) (1963) (filmrendező is)
- Yoyo (film, 1965) (filmrendező és forgatókönyvíró is)
- Fő az egészség! (1966) (filmrendező és forgatókönyvíró is)
- A párizsi tolvaj (1967)
- Nagy szerelem (1969) (filmrendező és forgatókönyvíró is)
- Bohócok (1971)
- Szerelmem, Max (1986)
- Henry és June (1990)
- Őszi kertek (2006)
- Micmacs – (N)agyban megy a kavarás (2009)
- Kikötői történet (2011)

## Díjai
- Oscar-díj a legjobb rövidfilmnek (1963) Boldog évforduló
- Louis Delluc-díj (1962)
- cannes-i filmfesztivál OCIC-díja (1965) Yoyo

## Fordítás
- Ez a szócikk részben vagy egészben  a   Pierre Étaix című angol Wikipédia-szócikk ezen változatának fordításán alapul.  Az eredeti cikk szerkesztőit annak laptörténete sorolja fel. Ez a jelzés csupán a megfogalmazás eredetét és a szerzői jogokat jelzi, nem szolgál a cikkben szereplő információk forrásmegjelöléseként.
- Ez a szócikk részben vagy egészben  a   Pierre Étaix című francia Wikipédia-szócikk ezen változatának fordításán alapul.  Az eredeti cikk szerkesztőit annak laptörténete sorolja fel. Ez a jelzés csupán a megfogalmazás eredetét és a szerzői jogokat jelzi, nem szolgál a cikkben szereplő információk forrásmegjelöléseként.